# Xenia Marita Riebe
Xenia Marita Riebe (* 5. März 1957 in Mönchengladbach) ist eine deutsche freischaffende Künstlerin im Bereich Malerei und Plastik.

## Jugend und Ausbildung
Xenia Marita Riebe wuchs unter dem Namen Marita Cronen in Mönchengladbach auf. In den Jahren 1992 und 1993 Studium der Malerei an der Zürcher Kunstschule (HGK). Bereits 1993/94 entstand die Reihe „Afrikanische Felsmalerei und Technik“, für die sie die Höhlenmalereien des Hohen Brandbergs in Namibia, Afrika bereiste und studierte. Mit diesen Arbeiten zur Evolution wurde sie erstmals einem breiten Publikum bekannt. Es folgten weitere politisch motivierte Werkreihen wie ab 1997 die Reihe „Weiße Fremde“ und ab 2004 das „Global Citizen Project“.

## Künstlerisches Schaffen
In Werkreihen wie „Die urbanisierte Frau“ beschäftigt sie sich mit den Lebensumständen der Frauen in Großstädten. Die Reihe „Weiße Fremde“ befasst sich mit den Folgen der Ausgrenzung von Menschen ihrer Herkunft, Religion, Hautfarbe oder Bildung betreffend. Der Zyklus „Klone“ ist eine Arbeit zum reproduktiven Klonen von Menschen und soll als Warnung verstanden werden, nicht alles technisch Machbare in die Realität umzusetzen.
In ihrem plastischen Werk benutzt sie als Werkstoff Zeitungspapier aus aller Welt. So schuf sie in den Jahren 2004 bis 2007 die Weltbevölkerung aus Zeitungspapier. Für dieses Projekt zur Globalisierung arbeitete sie 200 Figuren aus Originalzeitungen aus 200 Ländern der Welt. Das „Global Citizen Project“ wurde erstmals im Juni 2007 ausgestellt. Bei der Eröffnung der Ausstellung war Michail Gorbatschow als prominentester Gast anwesend.
Eine weitere Reihe des plastischen Werks ist die Serie „Epigonier“, Skulpturen aus unbedrucktem Zeitungspapier, die auf dem fiktiven Planet Epigonia leben. Xenia Marita Riebe ist seit 2005 Künstlerin der Galerie „arstudio“ in Knokke (Belgien). Ihre Arbeiten werden auf der internationalen Kunstmesse „lineart“ in Gent präsentiert. Seit 1995 stellte sie ihre Werke in zahlreichen Ausstellungen im In- und Ausland einer breiten Öffentlichkeit vor. Zu ihrem „Global Citizen Project“ erschien 2007 ein Kunstbuch im B. Kühlen Verlag. Sie arbeitet in ihrem Atelier in Mönchengladbach. 

## Ausstellungen (1995 bis 2004 in Auswahl, seit 2005 ohne Auswahl)
- Ausstellungen zwischen 1995 und 2004
- Korschenbroicher Kunstfrühling
- Galerie Hedehusum, Insel Föhr
- NTC Heinrich-Heine Universität, Düsseldorf
- Galerie Mobilè, Niebüll
- Galerie Mon Coer, Wenduine, Belgien
- Seagull Gallery, Schull, Irland
- Heinrich-Heine-Haus, Düsseldorf

- Ausstellungen 2005
- 02.12. bis 06.12. lineart Internationale Kunstmesse Gent, Belgien
- 11.11. bis 05.12. Galerie arstudio Knokke, Belgien
- 28.10. bis 28.11. Arbeiten zu Blue Print, Städtische Bühnen Mönchengladbach/Krefeld
- 19.05. bis 16.06. Ausstellung „Klone“, Menschsein im Zeitalter der Gentechnik, City Kirche, Wuppertal
- 25.09. bis 15.10. „Klone“ Stadtkirche Remscheid
- 05.03. bis 12.04. Museum Schloss Rheydt, Sammlung Ei und Werk
- 12.03. bis 28.03. 4 roses Gallery, Sint-Truiden, Belgien
- 05.02. bis 27.02. Galerie arstudio, Knokke, Belgien

- Ausstellungen 2006
- 01.04. bis 21.05. Confrontatie III - De Haan, Belgien
- 06.05. bis 21.05. Korschenbroicher Kunstfrühling
- 01.07. bis 30.07. Schloss Hagen
- 15.07. bis 15.08. Aardenburgse Zomerkunsten - Aardenburg, Niederlande
- 12.08. bis 04.09. Galerie arstudio, Knokke, Belgien
- 18.11. bis 11.12. Galerie arstudio, Knokke, Belgien

- Ausstellungen 2007
- 09.12. bis 21.12. Raum für Kunst und Kommunikation
- 03.11. bis 03.11. Installation zur nachtaktiv, Mönchengladbacher Kulturnacht
- 01.09. bis 19.09. Domein Marienstede, Belgien - Ontmoeting
- 28.06. bis 28.06. Global Citizen Project - KFH Mönchengladbach
- 20.04. bis 29.04. Atelier-Ausstellung WORLD PRESS, 200 schwebende Zeichnungen
- 28.04. bis 20.05. Galerie arstudio Knokke, Belgien

- Ausstellungen 2008
- 17.10. Plastiken zum Oratorium „Zilverstad“ von Miro Dobrowolny, Mönchengladbach
- 21.06. bis 28.06. Tentoostelling in de Kapel in de Weerd, Roermond, Niederlande
- 31.05. bis 22.06. Global Warming Project, Galerie im Alten Zeughaus, Mönchengladbach
- 30.03. bis 26.04. Konfrontation - Galerie Graf - Mönchengladbach
- 10.05. bis 01.06. Galerie Arstudio Knokke, Belgien
- 15.08. bis 07.09. Galerie Arstudio Knokke, Belgien

- Ausstellungen 2009
- 15.08. bis 06.09. figürliche Arbeiten, Galerie Arstudio Knokke, Belgien
- 17.04. bis 23.04. Ausstellung „Epigonier“ ZKM Theater Zagreb, Kroatien, im Rahmen der 25. Musik Biennale
- 15.04. bis 22.04. Global Warming Project, Deutscher Wetterdienst, Offenbach
- 19.03. bis 23.03. Internationale Kunstmesse, ART PARIS, Frankreich
- 07.03. bis 29.03. figürliche Arbeiten, Galerie Arstudio Knokke, Belgien
- 14.02. bis 28.02. Installationen in der Kirche St. Marien, Mönchengladbach in Zusammenarbeit mit Eazy Kawina Mjema, Tansania

- Ausstellungen 2010
- 03.12. bis 07.12. Lineart Gent, Belgien
- 12.11. bis 15.11. International Art Fair; Arte Padova, Italien
- 28.08. bis 19.09. Jagdschloss Granitz, Insel Rügen
- 31.07. bis 15.08. ArtHof, Hackesche Höfe, Berlin
- 11.07. bis 25.07. Plastiken, Galerie arstudio, Knokke, Belgien
- 06.06. bis 27.06. Tentoonstelling „Menszijn in de tijdt van genonderzoek“ 4 Roses Art Gallery, Sint Truiden, Belgien
- 22.05. bis 24.05. KunstTour Maastricht, Niederlande
- 21.02. bis 13.03. sculptures „The Epigonians“ Art Forum, Brügge, Belgien

- Ausstellungen 2011
- 13.08. – 10.09. „Schnabelmenschen“ neue Skulpturen - 19 Karen Gallery, Gold Coast, Australia
- 27.05. – 29.05. KUNSTTOUR Maastricht, Niederlande (s.a. Bericht in der Zeitschrift DER OBSIDIAN)
- 10.04. – 08.05. BBK Aachen zu Gast beim Künstlerbund Heilbronn

- Ausstellungen 2012
- 08.12. – 12.01.2013 Jahresausstellung des BBK, in der BBK-Galerie in den Aachen Arkaden,
- 01.12. – 22.12. Homage to Hollywood, Paper Sculptures, 19 Karen Gallery, Gold Coast, Australia
- 26.05. – 28.05. KUNSTTOUR Maastricht, Niederlande
- 05.05. – 23.06. „Der Mensch im Blick des Künstlers“ - BBK-Galerie in den Aachen Arkaden, Vernissage
- 23.03. – 01.04. „Surreale Welten“ - Papierplastiken - mit Matthias Koschorreck, Fotografie - Galerie „Altes Zeughaus“, Mönchengladbach

- Ausstellungen 2013
- 17.02. – 10.03. Parallel - Ausstellung im Forum für Kunst und Architektur, Essen
- 18.05. – 20.05. KUNSTTOUR Maastricht, Niederlande

## Interviews/Mediensendungen
- WDR Fernsehen, 28. Juni 2007 Michail Gorbatschow bei Ausstellung „Global Citizen Project“
- WDR Fernsehen, Interview der aktuellen Stunde 5. März 2005
- WDR Fernsehen, Interview der Sendung „West Art“ 3. Mai 2005

## Bücher und Bildbände
- Global Citizen ART Project. B. Kühlen Verlag, 2005, ISBN 978-3-87448-291-2.
- Bildband „Borderliner“
- Photo Diary „Jeden Tag ein Bild“ 2005